# Шонерт, Мирослав
Миросла́в Шонерт (пол. Mirosław Szonert; 25 декабря 1926, Лович — 31 октября 1995, Лодзь) — польский актёр театра, кино и телевидения, также театральный режиссёр и директор театра.

## Биография
Мирослав Шонерт родился в Ловиче.
Дебютировал в театре в 1946 году в Лодзи. Актёрское образование получил в Государственной высшей театральной школе (теперь Театральная академия им. А. Зельверовича в Варшаве), которую окончил в 1948 году.
Актёр театров в Лодзи, Катовице, Варшаве, директор Всеобщего театра в Лодзи. Выступал в спектаклях «театра телевидения» в 1966—1984 годах. Умер в Лодзи.

## Избранная фильмография
- 1953 — Целлюлоза / Celuloza — ксёндз Войда
- 1963 — Молчание / Milczenie — немец
- 1967 — Ставка больше, чем жизнь / Stawka większa niż życie — офицер СС (в 1 серии)
- 1969 — Приключения канонира Доласа, или Как я развязал Вторую мировую войну / Jak rozpętałem drugą wojnę światową — немецкий полицейский
- 1969 — Четыре танкиста и собака / Czterej pancerni i pies — капитан абвера (в 13 серии)
- 1972 — На краю пропасти / Na krawędzi — Бено
- 1974 — Сколько той жизни / Ile jest życia — редактор (в 7 серии)
- 1975 — Её возвращение / Jej powrót — предприниматель
- 1976 — Красные шипы / Czerwone ciernie — доктор
- 1978 — До последней капли крови / Do krwi ostatniej… — Станислав Миколайчик
- 1978 — Мёртвые бросают тень / Umarli rzucają cień — штурмбаннфюрер Кнайф
- 1980 — Карьера Никодима Дызмы / Kariera Nikodema Dyzmy — Кацперский, полицейский
- 1980 — Без любви / Bez miłości — редактор еженедельника «Культура и мы»
- 1980 — Королева Бона / Królowa Bona — Ян Хоеньский (только в 5-й серии)
- 1981 — Ва-банк / Vabank — первый кассир в банке Крамера
- 1981 — Был джаз / Był jazz — эпизод
- 1984 — Ультиматум / Ultimatum — радиотелеграфист Станислав Михейко, отец Гражины

## Признание
- 1972 — Золотой Крест Заслуги.
- 1980 — Кавалерский крест Ордена Возрождения Польши.